# Polisportiva Benevento 1977-1978
Questa voce raccoglie le informazioni riguardanti la Polisportiva Benevento nelle competizioni ufficiali della stagione 1977-1978.

## Rosa
| N. |                   | Ruolo | Calciatore          |
| -- | ----------------- | ----- | ------------------- |
|    | Italia (bandiera) | D     | Guido Battilani     |
|    | Italia (bandiera) | P     | Leonorio Borghese   |
|    | Italia (bandiera) | D     | Roberto Cazzani     |
|    | Italia (bandiera) | C     | Raffaele Cerrato    |
|    | Italia (bandiera) | A     | Ruggero Corvasce    |
|    | Italia (bandiera) | D     | Michele Del Giudice |
|    | Italia (bandiera) | P     | Luciano Gonnelli    |
|    | Italia (bandiera) | A     | Giuseppe Izzo       |
|    | Italia (bandiera) |       | Marconcini          |
|    | Italia (bandiera) | A     | Giancarlo Mongitore |

| N. |                   | Ruolo | Calciatore        |
| -- | ----------------- | ----- | ----------------- |
|    | Italia (bandiera) | C     | Michele Orsi      |
|    | Italia (bandiera) | D     | Oris Pazzagli     |
|    | Italia (bandiera) | D     | Mario Perego      |
|    | Italia (bandiera) | A     | Mauro Persiani    |
|    | Italia (bandiera) | A     | Goffredo Quadrini |
|    | Italia (bandiera) | C     | Francesco Radio   |
|    | Italia (bandiera) | D     | Enzo Vecchiè      |
|    | Italia (bandiera) | D     | Cesare Ventura    |
|    | Italia (bandiera) | C     | Alfredo Zica      |